# Hanzedag (historisch)
De Hanzedag verwijst naar het samenkomen van de vertegenwoordigers van de Hanzesteden om alle belangrijke zaken van de gemeenschap te behandelen.

## Betekenis
De Hanzedag was het hoogste gezag en het orgaan van de gemeenschap. Er werd onderhandeld, beslist en afgedwongen, met name over de ratificatie van verdragen, de onderhandelingen over handelsprivileges, onderhandelingen met buitenlandse heersers, beslissingen over vrede, oorlog en economische blokkades, de vaststelling van economische regelgeving en de toelating of uitsluiting van steden bij de gemeenschap.
Om regionale kwesties te verhelderen, werden naast de Hanzedagen ook derde en regionale dagen gehouden. 
Afgezien van de Hanzedag was er geen andere organisatiestructuur van de Hanze, die rechtstreeks communiceerde met de leden van de stadsgemeenschap. De organisatievorm van de Hanze wordt daarom ook opgevat als een  horizontaal gestructureerd netwerk. 
Aan het einde van elke Hanzedag werd een vergaderprotocol opgesteld met de resultaten en de resoluties van de conferentie. Een kopie werd overhandigd aan de afgezanten van de steden. De Hanzeverslagen, de politieke besluitvormingsprocessen van de Hanze, zijn van grote waarde voor historisch onderzoek, maar ze werden slechts tot en met 1537 uitgegeven. 
De eerste vergadering van de Hanzesteden, waarbij vertegenwoordigers van de steden uit alle drie de derde bijeenkwamen, vond plaats in Lübeck in 1356. De drie derden waren de Lübisches derde, de Westfaals-Pruisisch derde en de Gothlandische derde. Allianties van steden, zoals de Wendische en Westfaalse Liga van Steden, bestonden al 100 jaar eerder, die hun gemeenschappelijke belangen op dagtochten coördineerden. De eerste vermelding van een Hanzedag dateert uit 1256 en vond plaats in Wismar, waar een geschil tussen de steden Lübeck en Rostock werd beslecht.
De favoriete ontmoetingsplaats van de Hanze was Lübeck vanwege zijn geografische ligging. Tussen 1356 en 1480 vonden 76 van de 111 Hanze-diëten plaats in Lübeck. Het was ook vooral Lübeck dat het initiatief nam om een Hanzeconventie bijeen te roepen.
De deelname van de leden aan de Hanzedagen was overwegend laag, in de regel waren slechts 10 tot 12 steden vertegenwoordigd. Het grootste aantal was 39 delegaties in 1447, amper de helft van het totaal. Hun afwezigheid werd herhaaldelijk bestraft met boetes. Soms werden ook hooggeplaatsten uitgenodigd, zoals de keizer, een aartsbisschop of prins.